# Малиевка (Днепропетровская область)
Малиевка (укр. Маліївка) — село,
Великомихайловский сельский совет,
Покровский район,
Днепропетровская область,
Украина.
Код КОАТУУ — 1224283404. Население по переписи 2001 года составляло 163 человека .
26 июля 2025 года Минобороны РФ заявило о взятии населённого пункта ГрВ "Восток"

## Географическое положение
Село Малиевка находится в 1,5 км от правого берега реки Вороная,
на расстоянии в 3 км от села Январское.
По селу протекает пересыхающий ручей с запрудой.

## История
- 1783 — дата основания.